# Asig (Esikoni)
Asig, abbreviazione di Adalrico, chiamato anche Asik o Esiko, (... – fl. inizio IX secolo) capostipite della stirpe degli Esikoni, fu un conte nell'Hessengau sassone, dove è attestato nell'839 e nell'843. Il suo nome è tramandato in particolare dal cosiddetto diploma di Asik dell'813.

## Biografia
Asig era un figlio del conte Hiddi nell'Hessengau sassone.
Il nome Asig si trova ancora oggi nel villaggio di Escherode (oggi parte di Staufenberg, in Bassa Sassonia, nella foresta di Kaufunger), un insediamento nato a seguito di una deforestazione a nord di Kassel fondato dal padre Hiddi. Il luogo è menzionato per la prima volta nell'812, e Asig deve essere nato prima di allora.

## Famiglia e figli
Non si sa nulla del suo primo matrimonio. Nel suo secondo matrimonio, sposò Ida, una figlia del conte Ecberto della stirpe degli Ecbertini e della futura santa Ida di Herzfeld.
- Cobbo il Giovane (818 circa-dopo l'889), conte palatino dei Franchi Occidentali, conte nell'Hassegau sassone;
- Haduwy (810/811 circa-887), dall'858 all'887 badessa di Herford;
- Liudolfo (816-840 circa).

## Diploma di Asik
Asig e suo padre sono conosciuti in particolare dal cosiddetto diploma di Asik.  La sua emissione può essere datata al 9 maggio 813. Questo lo rende il più antico documento conosciuto in Westfalia e in tutta la Germania settentrionale. Fu emesso a nome di Carlo Magno ed è uno degli ultimi documenti dell'imperatore prima di morire.
Viene sottolineata la lealtà del padre di Asig, Hiddi, all'imperatore e vengono riportate notizie sul suo insediamento nell'attuale villaggio di Escherode e sull'acquisizione delle terre reali (che in precedenza era di proprietà ducale). Hiddi lasciò in eredità la proprietà ad Asig. Dopo la morte del padre, la terra fu reclamata come proprietà reale da missi dominici. Nel documento, l'imperatore restituì ad Asig la terra. Grazie al suo leale servizio e di suo padre, lo ricevette come un'area di terra chiusa ereditaria con una propria giurisdizione (Bivanc = cattura accessoria).
Il documento nomina il titolo completo di Carlo Magno ed è stato redatto da un certo Witherius. La datazione segue il regno dell'imperatore. Il sigillo imperiale è solo parzialmente conservato.
Attraverso la donazione della suddetta proprietà alla fine del IX secolo da parte del conte Esik - probabilmente un nipote di Asig - l'atto entrò in possesso dell'abbazia di Corvey. Tuttavia, Corvey non fu in grado di tenere il territorio in questione contro i magnati della Turingia nell'XI secolo, ma l'atto venne comunque conservato attraverso i secoli a Corvey. Oggi è conservato presso il Landesarchiv Nordrhein-Westfalen Abteilung Westfalen.
Il diploma ha avuto più edizioni in stampa a partire dal 1690.